# Штемпель, Рейнгольд-Франц-Оскар Александрович
Рейнгольд-Франц-Оскар Александрович фон Штемпель (Стемпель) (нем. Reinhold Franz Oskar von Stempel; 1839 — 1913) — барон, участник Русско-турецкой войны 1877—1878 годов, инспектор ремонтов и запаса кавалерии, Красносельский комендант, генерал от кавалерии.

## Биография
Родился 4 ноября 1839 года и происходил из старинного курляндского баронского рода. Получив общее образование в частном учебном заведении, 17 апреля 1854 года поступил на военную службу (на которой и приобрёл военное образование, не обучаясь в каких-либо военно-учебных заведениях) унтер-офицером в Одесский уланский полк, принял участие в кампании 1854 года в ходе Крымской войны и 7 октября 1855 года был произведён в чин корнета.
Произведённый затем в поручики (2 июля 1859 года) и штабс-ротмистры (7 ноября 1863 года) с переводом в лейб-уланский Курляндский Его Величества полк, он принял участие в подавлении восстания в Польше в 1863 году, а 29 марта 1865 года был переведён с чином поручика в лейб-гвардии Драгунский полк. 20 апреля 1869 года он получил чин штабс-капитана, а 13 апреля 1875 года — капитана.
Во время Русско-турецкой войны 1877—1878 годов отличился в бою 10 ноября 1877 года у Новачина против многократно превосходящих турецких войск в составе отряда полковника Лихтанского; в ходе боя был ранен двумя пулями. Подвиг Штемпеля и других участников боя в Новачинском ущелье (из 11 офицеров отряда 3 было убито, 2 ранены и 4 тяжело контужены; из 188 нижних чинов лейб-гвардии Драгунского полка погибли 40) был высоко оценен: по докладу Главнокомандующего действующей армией великого князя Николая Николаевича Старшего император Александр II наградил Лихтанского и капитанов Штемпеля и Усова золотым оружием с надписью «За храбрость», на выходе 11 января 1878 года был в мундире лейб-гвардии Драгунского полка в знак своего благоволения к полку, а об участниках боя отозвался так: «В Новачинском деле геройский отряд исполнил свой долг так, как умели его исполнить наши суворовские чудо-богатыри».
С 13 марта 1885 года по 20 сентября 1894 года полковник фон Штемпель командовал 39-м драгунским Нарвским полком, а 20 сентября 1894 года с производством в генерал-майоры был назначен командиром 1-й бригады 5-й кавалерийской дивизии. С 12 декабря 1900 года он состоял в распоряжении командующего войсками Варшавского военного округа, а 31 мая 1901 года был произведён в генерал-лейтенанты и назначен генералом для поручений при генерал-инспекторе кавалерии великом князе Николае Николаевиче Младшем (с 1905 года Штемпель состоял в той же должности при сменившем Николая Николаевича на должности генерал-инспектора генерале В. М. Остроградском).

26 января 1907 года фон Штемпель был назначен инспектором ремонтов и запаса кавалерии. Военный министр А. Ф. Редигер так описывал это назначение:
Генерал-инспектору кавалерии подчинялась Инспекция ремонтов и запасной кавалерии; для того, чтобы и он нёс только инспекторские функции, эту Инспекцию изъяли из его ведения и подчинили её военному министру. В таком специальном деле я был совершенно несведущ, поэтому такое преобразование было мне весьма неприятно; оно возлагало на меня известную ответственность за дело, которым я руководить не мог. Инспектором ремонтов был назначен генерал барон Стемпель, кажется, очень сведущий старик, рекомендованный мне великим князем Николаем Николаевичем; ему лишь весьма редко приходилось бывать у меня с докладами.

Деятельность Штемпеля на должности инспектора ремонта кавалерии была отмечена производством в чин генерала от кавалерии 29 марта 1909 года. В 1909 году последовали новые структурные преобразования и Штемпель 29 июня стал начальником Управления по ремонтированию армии, однако занимал эту должность недолго: будучи уже пожилым человеком (ему шёл 71-й год), 21 апреля 1910 года он был перемещён на должность Красносельского коменданта, которую занимал до конца жизни.
24 апреля 1913 года генерал фон Штемпель скончался на 74-м году жизни в Благовещенском госпитале Санкт-Петербурга от воспаления лёгких. Исключён из списков умершим 2 мая. Похоронен в фамильном склепе на кладбище Генриеттенсруэ в Митаве.
Был холост и детей не имел.

## Знаки отличия

### Российские
- Орден Святого Станислава 3-й степени с мечами и бантом (1878)
- Орден Святой Анны 3-й степени с мечами и бантом (1878)
- Орден Святой Анны 2-й степени (1882)
- Орден Святого Владимира 4-й степени с бантом за 25 лет службы в офицерских чинах (1883)
- Орден Святого Владимира 3-й степени (1887)
- Орден Святого Станислава 1-й степени (1897)
- Орден Святой Анны 1-й степени (1905)
- Золотая сабля с надписью «За храбрость» (16 ноября 1878)
- Знак отличия беспорочной службы за XL лет (1898)

### Иностранные
- Румынский крест «За переход через Дунай» (1878)
- Прусский орден Красного орла 2-й степени (1882)